# César Indiano
César Humberto Rodríguez Guerrero (1967, Orica, Francisco Morazán, Honduras), más conocido como César Indiano, es un escritor, novelista, dramaturgo, teatrero, articulista y comentarista televisivo hondureño.

## Biografía y carrera
Nació y pasó su niñez en Orica, su padre era de Olancho pero no lo conoció hasta llegar a la adolescencia. A los nueve años de edad, Indiano se fue de Orica para residir a Tegucigalpa, donde realizó sus estudios primarios y secundarios en el Instituto de Aplicación (IDA), posteriormente entró a la Universidad Pedagógica Nacional Francisco Morazán a estudiar literatura pero abandonó sus estudios en 1995 para dedicarse a escribir libros. Empezó a usar el seudónimo de "César Indiano" en la década de los 90, luego de familiarizarse con un documento histórico llamado El derecho indiano. En el año 2000 publicó el libro que tuvo un enorme éxito comercial, La biblia del asno, un texto de opinión sobre la política y el Gobierno de Honduras, por el cual Indiano fue despedido de su trabajo y además Indiano asegura que también perdió muchas amistades.
En el año 2001 fundó una compañía teatral llamada La Mandrágora, entre sus obras más populares se encuentran “Las travesías de don Quijote”, “El juez de las maravillas” y “El curioso impertinente”. Desde el 2001 hasta su desaparición en 2011, La Mandrágora realizó aproximadamente 170 presentaciones teatrales a lo largo y ancho de todo Honduras. En 2017 presentó la obra teatral Martín Lutero, con la compañía teatral Martín Lutero de la congregación cristiana de la que formó hasta 2017.
Entre 2008 y 2013, Indiano trabajó en distintos medios de comunicación, televisivos y periódicos, entre ellos Diario La Prensa y Diario Tiempo. En 2014 fundó Zafra Editores, una microempresa editorial que se encarga de producir sus propios libros.
Actualmente vive en  Barcelona, está casado y tiene dos hijos llamados Magno César  y Ayax Rodríguez.

## Obras
- 1992 - El Cruzador[7][8]
- 2000 - Memorias de un estudiante adolescente[9]
- 2000 - La biblia del asno[3]
- 2000 - Azul maligno[7][10]
- 2003 - El establo[11]
- 2004 - Altar de los humanos[7][12]
- 2005 - La puta política[7][13]
- 2007 - Educar o morir[14]
- 2010 - Los hijos del infortunio[15]
- 2011 - Memorias de un estudiante adolescente: continuación[16]
- 2014 - Los oligarcas, de donde salieron los ricos[7][17][18]
- 2014 - Retos y amenazas a la democracia hondureña[19][20]
- 2016 - Dos ciudades, una historia
- 2017 - Chito Kafie… Un viaje por la vida
- 2018 - Breve Historia de la Nación Cachureca
- 2018 - 7 mentiras del futbol hondureño
- 2018 - Berta Cáceres: Las intimidades de un conflicto[21]